# النادرة (جبلة)

تعديل مصدري - تعديل

النادرة  إحدى حارات مدينة جبلة بمحافظة إب، بلغ تعداد سكانها 875 نسمة حسب تعداد اليمن لعام 2004.